# Жена у кућној хаљини
„Жена у кућној хаљини” је југословенски ТВ филм из 1970. године. Режирао га је Александар Ђорђевић а сценарио је написао Ted Willis.

## Улоге
| Глумац            | Улога |
| ----------------- | ----- |
| Адем Чејван       |       |
| Љубица Ковић      |       |
| Љиљана Крстић     |       |
| Богдан Михаиловић |       |
| Бранка Зорић      |       |